# Goshka Macuga

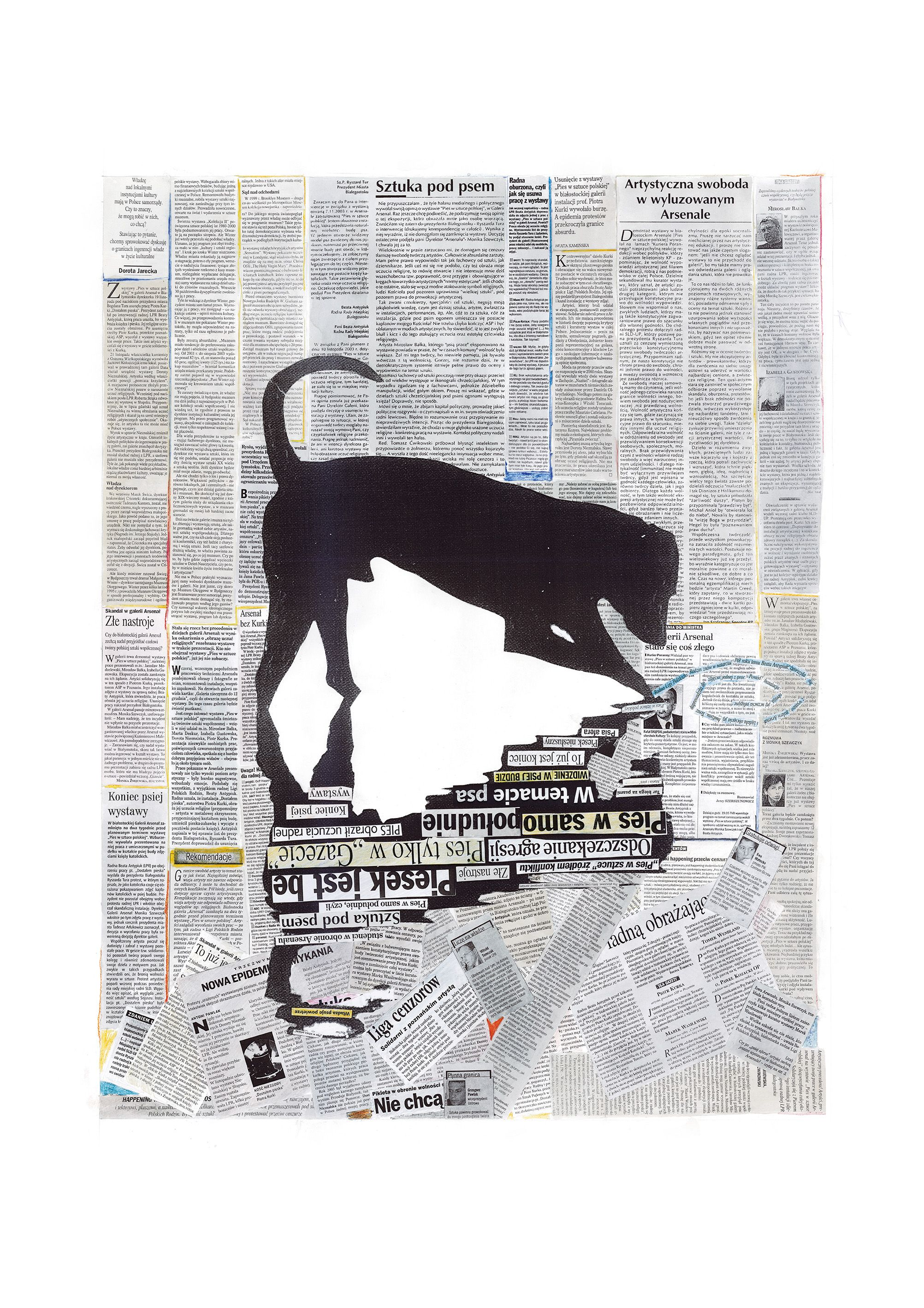
Goshka Macuga, Pies, kolekcja Zachęty

Goshka Macuga (pol. nazwisko Małgorzata Macuga) (ur. w 1967 w Warszawie) – polska artystka konceptualna, autorka fotografii, instalacji, kolaży, obiektów. 
Ukończyła Saint Martins School of Art oraz Goldsmiths College w Londynie. Była jednym z czworga artystów nominowanych do brytyjskiej nagrody Turnera w 2008 roku. 
Mieszka i pracuje w Londynie.
Artystka tworzy instalacje, których elementem często są kopie prac innych artystów wkomponowane obok innych obiektów. Sposób tworzenia instalacji przez Macugę jest porównywany do technik i stylów powszechnych w archiwizacji i ekspozycjach muzealnych.
Prace Goshki Macugi były prezentowane na wystawach indywidualnych między innymi w Whitechapel Gallery w Londynie, Zachęcie - Narodowej Galerii Sztuki w Warszawie, Kunsthalle w Bazylei oraz galerii Tate Britain. Artystka reprezentowana jest przez galerie: Kate MacGarry (Londyn), Rüdiger Schöttle (Monachium) oraz Andrew Kreps Gallery (Nowy Jork).